# Újezdní úřad

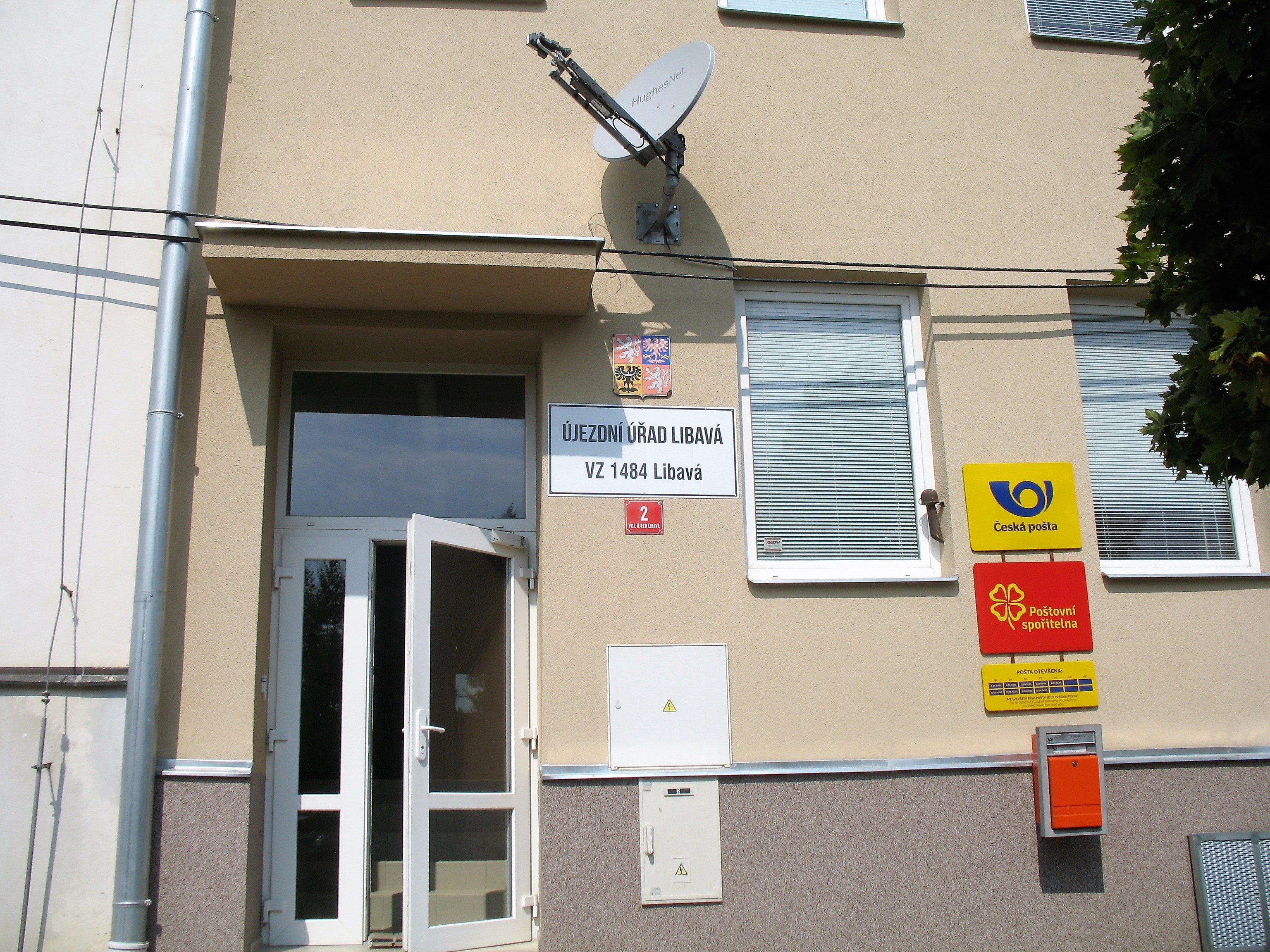
Újezdní úřad Libavá

Újezdní úřad (zkratka ÚÚř) je státní správní úřad, který vykonává státní správu určitého vojenského újezdu, a současně je vojenským orgánem, který plní úkoly při zajišťování obrany státu. Podřízen je Ministerstvu obrany a v jeho čele stojí přednosta, kterým je voják z povolání.

## Charakteristika
Z vojenského hlediska koordinuje vojenské využití území újezdu, zabezpečuje podmínky pro výcvik ozbrojených sil a rozhoduje o možnosti vstupu a pobytu fyzických osob. Povolení ke vstupu může kdykoli odejmout, a to i bez udání důvodů. Povolení k pobytu vydává těm občanům, kteří mají na jeho území své bydliště a může jim ho odejmout pouze z důvodů obecného zájmu nebo vyžaduje-li to bezpečnost a ochrana zdraví obyvatel újezdu. 
Dokud vojenské újezdy (v rozporu s ústavou, podle níž se celé území republiky člení na obce a všichni občané mají právo na území samosprávu) měly trvalé obyvatele, újezdní úřady se dle zákona staraly o hospodářský, sociální a kulturní rozvoj území újezdu, ochranu a tvorbu zdravého životního prostředí a uspokojovalo potřeby obyvatel újezdu, které by jinak zabezpečovala obec (např. v oblasti státní správy, školství, sociální péče, zdravotnictví, dopravy, odpadů nebo veřejného pořádku). K zabezpečování těchto záležitostí mohl zřídit jako své poradní orgány občanské aktivy, kam své zástupce vysílalo shromáždění obyvatel újezdu.
V souvislosti s redukcí vojenských újezdů zákonem č. 15/2015 Sb. bylo jejich území s účinností od 1. ledna 2016 zmenšeno tak, aby nezahrnovaly žádná trvale osídlená místa, a zároveň byla tímto zákonem vypuštěna ze zákona č. 222/1999 Sb. ustanovení, která se týkala povinností újezdního úřadu vůči obyvatelstvu, a bylo znemožněno přihlásit se na území vojenských újezdů k trvalému pobytu.